# 新昌郡 (东吴)
新昌郡，三国时东吴设置的郡，属交州，治所在麊泠县（今越南永富省安朗县西夏雷村）。辖境相当今越南富寿、永福、宣光、河江、安河、老街、安沛、义路等省地。南齐时治所在范信县（今越南永福省安朗县西夏雷村）。南梁移治嘉宁县（今越南永富省白鹤县南风州）。隋朝开皇十年（590年）时废。在今越南西北部。
建衡三年（271年），析交趾郡置新昌郡，部分文獻作「新興郡」，實誤。吳末三千户，領四縣：
- 麊泠縣（今越南富壽省北），郡治。舊屬交趾郡，建衡三年（271年）移入。
- 嘉寧縣（今越南河內市西巴維縣），吳末時陶璜分麊泠縣置。
- 吳定縣（今越南宣光省），吳末陶璜所開置[5]，與置郡同時。
- 封山縣（地望不詳），吳末陶璜所開置，與置郡同時。